# Dirades prunaria
Dirades prunaria är en fjärilsart som beskrevs av Moore 1887. Dirades prunaria ingår i släktet Dirades och familjen Uraniidae. Inga underarter finns listade i Catalogue of Life.